# Antichloris affinis
Antichloris affinis är en fjärilsart som beskrevs av Rothschild 1912. Antichloris affinis ingår i släktet Antichloris och familjen björnspinnare. Inga underarter finns listade i Catalogue of Life.